# Diplodocus hallorum
Diplodocus hallorum ("Doble viga de Jim y Ruth Hall") o más conocido popularmente como Seismosaurus es una especie del género extinto Diplodocus de dinosaurio saurópodo diplodócido, que vivió a finales del período Jurásico, hace aproximadamente entre 155,3 y 145 millones de años, en el Kimmeridgiense y el Titoniense, en lo que hoy es Norteamérica.  
Cuando fue descrito en 1991, el descubridor, David Gillete, calculó que pudo haber medido hasta 52 metros de largo, haciéndole el dinosaurio más grande conocido, excepto los dudosos dinosaurios pobremente conocidos como Amphicoelias. Algunas estimaciones del peso se extendieron tanto como hasta 113 toneladas. La longitud estimada inicial fue posteriormente revisada a la baja a 33,5 metros y luego a 32 metros. Una revisión más reciente demuestra que las vértebras gigantes de la cola estaban colocadas realmente más adelante en la cola que lo que D. Gillete las había ubicado originalmente.  Gillette había colocado originalmente las vértebras 12-19 como vértebras 20-27. El estudio demuestra que el esqueleto completo del  Diplodocus en el Museo Carnegie de Historia Natural de Pittsburgh, Pensilvania, en el cual las estimaciones de Diplodocus (Seismosaurus)  hallorum se basaron, incluía la decimotercera vértebra de la cola perteneciente a otro animal, lo cual redujo las estimaciones del tamaño de D. hallorum en alrededor del 30 %, quedando en aproximadamente 32 metros de largo y 25-30 toneladas.
Sin embargo, estimaciones recientes indican que el D.hallorum alcanzó fácilmente una longitud de entre 30 a 33 metros (100 a 110 pies).
Las últimas estimaciones de masa sugieren que los particularmente robustos huesos de su cadera habrían soportado un peso medio de entre 25 y 38 toneladas. Con un máximo de 40 a 45 toneladas.
Lo que convierte a D.hallorum en el diplodocido más pesado conocido, superando al enorme supersaurus (33-38 toneladas) .
El holotipo original está compuesto por la mayor parte de las vértebras dorsales y caudales, un sacro completo unido al ilio derecho, varios huesos pélvicos , costillas parciales y un fémur derecho.
Se descubríeron algunas "vértebras cervicales" en el yacimiento dónde se lo encontró, pero están en muy mal estado como para asignarlas al holotipo.
El esqueleto del D.hallorum está completo en más de un 30 por ciento, con huesos en muy buen estado (en comparación con los fósiles de otros sauropodos gigantes).
Algo que destaca sus fósiles, es que sus huesos aún están articulados, un hallazgo bastante peculiar tratándose de un sauropodo gigante.
También conocido como Seismosaurus hallorum, ya que en el 2004, una presentación en la conferencia anual de la Sociedad Geológica de América demostró que el Seismosaurus era en realidad una especie de Diplodocus. Este estudio fue seguido por una publicación mucho más detallada en el 2006, la cual no solo renombró la especie D. hallorum, sino que también especuló con que dicha especie podría ser la misma que la de D. longus. La posición de que D. hallorum se debería mirar como un espécimen de D. longus también fue tomada por los autores de una redescripción de Supersaurus, refutando una hipótesis anterior que el Seismosaurus y Supersaurus eran sinónimos. Paleoartistas como Scott Hartman también consideran que el único espécimen hasta ahora encontrado de D. hallorum es en realidad otra muestra de mayor tamaño de D. longus. Un análisis de 2015 de las relaciones entre diplodócidos señaló que estas opiniones se basan en los especímenes más completos referidos de D. longus. Los autores de este análisis concluyeron que esos especímenes eran de hecho la misma especie que D. hallorum, pero que el propio D. longus era un nomen dubium.